# Aigueblanche
Aigueblanche är en kommun i departementet Savoie i regionen Auvergne-Rhône-Alpes i sydöstra Frankrike. Kommunen ligger i kantonen Moûtiers som tillhör arrondissementet Albertville. År 2018 hade Aigueblanche 3 213 invånare.

## Befolkningsutveckling
Antalet invånare i kommunen Aigueblanche
| Referens: INSEE |